# Rörvikskyrkan

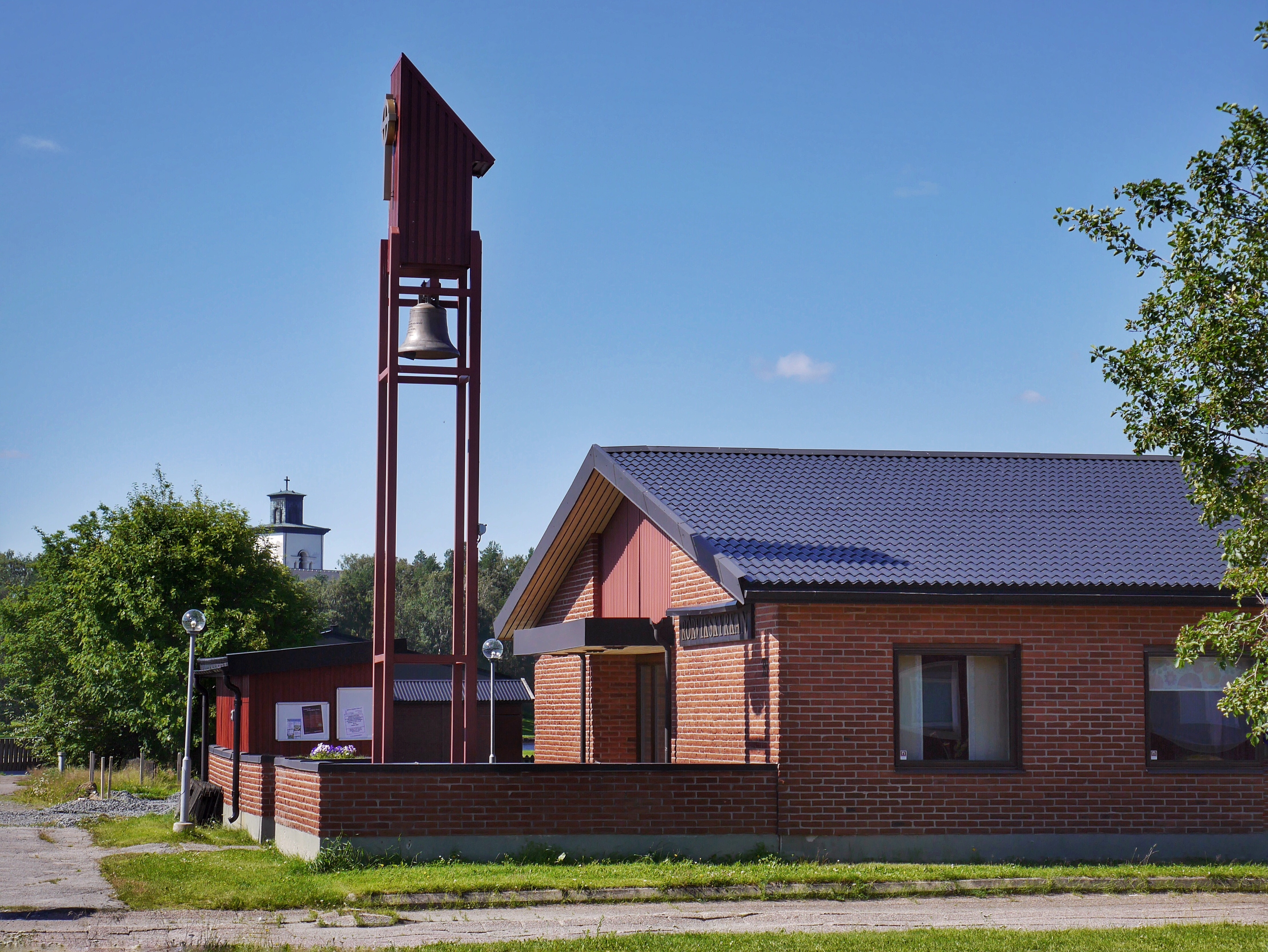
Rörvikskyrkan Boden sommaren 2016

Rörvikskyrkan är en kyrkobyggnad som är samarbetskyrka mellan EFS och Överluleå församling i Luleå stift. Kyrkan ligger på prästholmen i Boden. En halv kilometer åt väster ligger Överluleå kyrka.

## Kyrkobyggnaden
Kyrkan uppfördes 1973. Hösten 2006 renoverades kyrkorummet. Bland annat togs ett nytt fönster upp i kortsidans vägg.
Strax utanför kyrkan finns en fristående klockstapel med öppen konstruktion. I stapeln hänger en kyrkklocka.